# 2019 en sport hippique
| Années du sport hippique : 2016 - 2017 - 2018 - 2019 - 2020 - 2021 - 2022    |
| Décennies du sport hippique : 1980 - 1990 - 2000 - 2010 - 2020 - 2030 - 2040 |

Cet article résume les faits marquants de l'année 2019 dans le monde du sport hippique.

## Courses de plat

### Ratings
Les plus hauts ratings décernés par la FIAH.
| Rang | Cheval            | Nationalité | Père          | Rating | Distance | Surface | Performance de référence      |
| 1    | Enable            | Royaume-Uni | Singspiel     | 128    | 2400     | Turf    | 1er Yorkshire Oaks            |
| 1    | Waldgeist         | France      | Galileo       | 128    | 2400     | Turf    | 1er Prix de l'Arc de Triomphe |
| 1    | Crystal Ocean     | Royaume-Uni | Sea The Stars | 128    | 2400     | Turf    | 2e King George                |
| 4    | Beauty Generation | Australie   | Roads to Rock | 127    | 2050     | Turf    | 1er The Champions Mile        |
| 5    | Battaash          | Royaume-Uni | Dark Angel    | 126    | 1000     | Turf    | 1er Nunthorpe Stakes          |
| 5    | Ghaiyyath         | Royaume-Uni | Dubawi        | 126    | 2400     | Turf    | 1er Grosser Preis von Baden   |
| 5    | Lys Gracieux      | Japon       | Heart's Cry   | 126    | 2500     | Turf    | 1er Arima Kinen               |
| 5    | Vino Rosso        | États-Unis  | Curlin        | 126    | 2000     | Dirt    | 1er Breeders' Cup Classic     |
| 9    | Winx              | Australie   | Street Cry    | 125    | 2050     | Turf    | 1er Norton Stakes             |
| 9    | Glory Vase        | Japon       | Deep Impact   | 125    | 2400     | Turf    | 1re Hong Kong Vase            |
| 9    | Benbatl           | Royaume-Uni | Dubawi        | 125    | 1600     | Turf    | 1er Joel Stakes               |

### Récompenses

#### Europe
La cérémonie des Cartier Racing Awards s'est tenue le 12 novembre à l'hôtel Dorchester de Londres.
| Cheval de l'année          | Enable        | Royaume-Uni |
| Meilleur cheval d'âge      | Enable        | Royaume-Uni |
| Meilleur poulain de 3 ans  | Too Darn Hot  | Royaume-Uni |
| Meilleur pouliche de 3 ans | Star Catcher  | Royaume-Uni |
| Meilleur poulain de 2 ans  | Pinatubo      | Royaume-Uni |
| Meilleur pouliche de 2 ans | Quadrilateral | Royaume-Uni |
| Meilleur sprinter          | Blue Point    | Royaume-Uni |
| Meilleur stayer            | Stradivarius  | Royaume-Uni |

|                                               | France                 | Royaume-Uni        | Irlande                        |
| Cravache d'or (par victoires)                 | Maxime Guyon (234)     | Oisin Murphy (168) | Donnacha O'Brien (113)         |
| Tête de liste des jockeys (par gains)         | Pierre-Charles Boudot  |                    | Donnacha O'Brien (2 845 236 €) |
| Tête de liste des entraîneurs (par victoires) | Jean-Claude Rouget     |                    | Aidan O'Brien (118)            |
| Tête de liste des entraîneurs (par gains)     | André Fabre            | John Gosden        | Aidan O'Brien (7 792 083 €)    |
| Tête de liste des propriétaires (par gains)   | Écurie Godolphin (SNC) | Écurie Godolphin   | Coolmore                       |
| Tête de liste des étalons (par gains)         | Galileo                | Galileo            | Galileo                        |

#### France
Cette section présente les classements des dix premiers jockeys, entraineurs et propriétaires dans chaque discipline.

##### Jockeys
| Rang | Entraîneur            | Chevaux | Partants | Victoires | Places | Allocations (€) |
| ---- | --------------------- | ------- | -------- | --------- | ------ | --------------- |
| 1    | Maxime Guyon          | 799     | 1478     | 234       | 752    | 7.128.700       |
| 2    | Pierre-Charles Boudot | 646     | 1.103    | 201       | 546    | 10.668.798      |
| 3    | Mickaël Barzalona     | 598     | 1.008    | 143       | 472    | 5.690.505       |
| 4    | Cristian Demuro       | 586     | 1.193    | 142       | 583    | 6.348.900       |
| 5    | Christophe Soumillon  | 462     | 761      | 130       | 380    | 4.099.373       |
| 6    | Théo Bachelot         | 488     | 913      | 95        | 422    | 2.954.355       |
| 7    | Stéphane Pasquier     | 440     | 871      | 94        | 422    | 3.290.855       |
| 8    | Alexandre Roussel     | 283     | 503      | 77        | 241    | 1.227.250       |
| 9    | Alexis Badel          | 300     | 569      | 76        | 254    | 1.892.335       |
| 10   | Julien Augé           | 261     | 491      | 75        | 225    | 1.618.800       |

##### Entraineurs
| Rang | Entraîneur             | Chevaux | Partants | Victoires | Places | Allocations (€) |
| ---- | ---------------------- | ------- | -------- | --------- | ------ | --------------- |
| 1    | André Fabre            | 179     | 577      | 119       | 329    | 8.853.905       |
| 2    | Jean-Claude Rouget     | 171     | 654      | 169       | 381    | 5.362.135       |
| 3    | Henri-Alex Pantall     | 211     | 954      | 111       | 453    | 2.923.425       |
| 4    | John Gosden            | 16      | 24       | 9         | 9      | 2.652.355       |
| 5    | Carlos Laffon-Parias   | 57      | 233      | 45        | 138    | 2.367.670       |
| 6    | Fréderic Rossi         | 138     | 602      | 110       | 307    | 2.264.035       |
| 7    | Fabrice Vermeulen      | 131     | 707      | 110       | 338    | 1.850.880       |
| 8    | Francis-Henri Graffard | 72      | 256      | 45        | 118    | 1.847.340       |
| 9    | Christophe Escuder     | 116     | 719      | 92        | 363    | 1.695.340       |
| 10   | Aidan O'Brien          | 26      | 33       | 2         | 15     | 1.635.225       |

##### Propriétaires
| Rang | Propriétaire               | Chevaux | Partants | Victoires | Places | Allocations (€) |
| ---- | -------------------------- | ------- | -------- | --------- | ------ | --------------- |
| 1    | Écurie Godolphin (SNC)     | 115     | 443      | 76        | 251    | 3.682.695       |
| 2    | Écurie Wertheimer et frère | 100     | 366      | 64        | 184    | 2.837.520       |
| 3    | Gestüt Ammerland           | 9       | 18       | 4         | 9      | 2.360.890       |
| 4    | Khalid Abdullah            | 40      | 120      | 20        | 65     | 2.154.885       |
| 5    | Gérard Augustin-Normand    | 141     | 644      | 113       | 316    | 2.065.973       |
| 6    | White Birch Farm           | 9       | 27       | 5         | 17     | 1.599.430       |
| 7    | Al Shaqab Racing           | 94      | 282      | 62        | 142    | 1.411.275       |
| 8    | Coolmore                   | 22      | 29       | 1         | 15     | 1.378.095       |
| 9    | S.A Aga Khan               | 76      | 222      | 52        | 124    | 1.276.135       |
| 10   | Écurie Godolphin           | 29      | 45       | 9         | 27     | 1.103.779       |

#### États-Unis
La cérémonie des Eclipse Awards, récompensant les meilleurs chevaux américains, se tient le 23 janvier 2020 sur l'hippodrome de Gulfstream Park, en Floride, et récompense les meilleurs chevaux de 2019.
| Cheval de l'année                   | Bricks and Mortar | États-Unis |
| Meilleur poulain de 3 ans           | Maximum Security  | États-Unis |
| Meilleur pouliche de 3 ans          | Covfefe           | États-Unis |
| Meilleur poulain de 2 ans           | Storm The Court   | États-Unis |
| Meilleur pouliche de 2 ans          | British Idiom     | États-Unis |
| Cheval de l'année sur le gazon      | Bricks and Mortar | États-Unis |
| Jument de l'année sur le gazon      | Uni               | France     |
| Cheval d'âge de l'année sur le dirt | Vino Rosso        | États-Unis |
| Jument d'âge de l'année sur le dirt | Midnight Bisou    | États-Unis |
| Meilleur sprinter                   | Covfefe           | États-Unis |
| Meilleur sprinteuse                 | Mitole            | États-Unis |

| Tête de liste des jockeys (par victoires) | Irad Ortiz, Jr. | 324          |
| Tête de liste des jockeys (par gains)     | Irad Ortiz, Jr. | $ 34 109 019 |
| Tête de liste des entraîneurs (par gains) | Chad Brown      | $ 21 041 504 |
| Tête de liste des étalons                 | Into Mischief   | $ 18 188 078 |

#### Autres pays
|                   | Japon        | Australie |
| Cheval de l'année | Lys Gracieux | Winx      |

### Résultats

#### Courses deGroupe 1en Europe
| Date          | Course                                    | Pays        | Hippodrome   | Vainqueur          | Pays        | Père               | Jockey                | Entraîneur             | Propriétaire                         |
| ------------- | ----------------------------------------- | ----------- | ------------ | ------------------ | ----------- | ------------------ | --------------------- | ---------------------- | ------------------------------------ |
| 28 avril      | Prix Ganay                                | France      | Longchamp    | Waldgeist          | France      | Galileo            | Pierre-Charles Boudot | André Fabre            | Gestüt Ammerland                     |
| 5 mai         | 2000 Guineas Stakes                       | Royaume-Uni | Newmarket    | Magna Grecia       | Irlande     | Invincible Spirit  | Donnacha O'Brien      | Aidan O'Brien          | Coolmore                             |
| 6 mai         | 1000 Guineas Stakes                       | Royaume-Uni | Newmarket    | Hermosa            | Irlande     | Galileo            | Wayne Lordan          | Aidan O'Brien          | Coolmore                             |
| 12 mai        | Poule d'Essai des Poulains                | France      | Deauville    | Persian King       | France      | Kingman            | Pierre-Charles Boudot | André Fabre            | Ballymore & Godolphin                |
| 12 mai        | Poule d'Essai des Pouliches               | France      | Deauville    | Castle Lady        | France      | Shamardal          | Mickaël Barzalona     | Henri-Alex Pantall     | Écurie Godolphin                     |
| 19 mai        | Lockinge Stakes                           | Royaume-Uni | Newbury      | Mustashry          | Royaume-Uni | Tamayuz            | Jim Crowley           | Sir Michael Stoute     | Hamdam Al Maktoum                    |
| 25 Mai        | Irish 2000 Guineas Stakes                 | Irlande     | Curragh      | Phoenix of Spain   | Royaume-Uni | Lope de Vega       | Jamie Spencer         | Charles Hills          | Tony Wechsler & Ann Plummer          |
| 25 Mai        | Irish 1000 Guineas Stakes                 | Irlande     | Curragh      | Hermosa            | Irlande     | Galileo            | Ryan Moore            | Aidan O'Brien          | Coolmore                             |
| 26 mai        | Prix Saint-Alary                          | France      | Longchamp    | Siyarafina         | France      | Pivotal            | Christophe Soumillon  | Alain de Royer-Dupré   | S.A. Aga Khan                        |
| 26 mai        | Prix d'Ispahan                            | France      | Longchamp    | Zabeel Prince      | Royaume-Uni | Lope de Vega       | Andrea Atzeni         | Roger Varian           | Cheikh Mo. Obaid Al Maktoum          |
| 27 mai        | Tattersalls Gold Cup                      | Irlande     | Curragh      | Magical            | Irlande     | Galileo            | Ryan Moore            | Aidan O'Brien          | Coolmore                             |
| 31 mai        | Coronation Cup                            | Royaume-Uni | Epsom        | Defoe              | Royaume-Uni | Dalakhani          | Andrea Atzeni         | Roger Varian           | Cheikh Mo. Obaid Al Maktoum          |
| 31 mai        | Oaks d'Epsom                              | Royaume-Uni | Epsom        | Anapurna           | Royaume-Uni | Frankel            | Lanfranco Dettori     | John Gosden            | Helena Springfield Ltd               |
| 1er juin      | Derby d'Epsom                             | Royaume-Uni | Epsom        | Anthony Van Dyck   | Irlande     | Galileo            | Seamus Heffernan      | Aidan O'Brien          | Coolmore                             |
| 2 juin        | Prix du Jockey Club                       | France      | Chantilly    | Sottsass           | France      | Siyouni            | Cristian Demuro       | Jean-Claude Rouget     | White Birch Farm                     |
| 16 juin       | Prix de Diane                             | France      | Chantilly    | Channel            | France      | Nathaniel          | Pierre-Charles Boudot | Francis-Henri Graffard | Samuel de Barros                     |
| 18 juin       | St. James's Palace Stakes                 | Royaume-Uni | Ascot        | Circus Maximus     | Irlande     | Galileo            | Ryan Moore            | Aidan O'Brien          | Flaxman Stables & Coolmore           |
| 18 juin       | Queen Anne Stakes                         | Royaume-Uni | Ascot        | Lord Glitters      | France      | Whipper            | Daniel Tudhope        | David O'Meara          | Geoff & Sandra Turnbull              |
| 18 juin       | King's Stand Stakes                       | Royaume-Uni | Ascot        | Blue Point         | Royaume-Uni | Shamardal          | James Doyle           | Charlie Appleby        | Écurie Godolphin                     |
| 19 juin       | Prince of Wales's Stakes                  | Royaume-Uni | Ascot        | Crystal Ocean      | Royaume-Uni | Sea The Stars      | Lanfranco Dettori     | Michael Stoute         | Evelyn de Rothschild                 |
| 20 juin       | Gold Cup                                  | Royaume-Uni | Ascot        | Stradivarius       | Royaume-Uni | Sea The Stars      | Lanfranco Dettori     | John Gosden            | Björn Nielsen                        |
| 21 juin       | Commonwealth Cup                          | Royaume-Uni | Ascot        | Advertise          | Royaume-Uni | Showcasing         | Lanfranco Dettori     | Martyn Meade           | Phoenix Thoroughbred Racing 1        |
| 21 juin       | Coronation Stakes                         | Royaume-Uni | Ascot        | Watch Me           | France      | Olympic Glory      | Pierre-Charles Boudot | Francis-Henri Graffard | Alexander Tamagni-Bodmer             |
| 22 juin       | Diamond Jubilee Stakes                    | Royaume-Uni | Ascot        | Blue Point         | Royaume-Uni | Shamardal          | James Doyle           | Charlie Appleby        | Écurie Godolphin                     |
| 29 juin       | Irish Derby                               | Irlande     | Curragh      | Sovereign          | Irlande     | Galileo            | Padraig Beggy         | Aidan O'Brien          | Coolmore                             |
| 30 juin       | Pretty Polly Stakes                       | Irlande     | Curragh      | Iridessa           | Irlande     | Ruler of The World | Wayne Lordan          | Joseph O'Brien         | Chantal Regalado-Rodriguez           |
| 30 juin       | Grand Prix de Saint-Cloud                 | France      | Saint-Cloud  | Coronet            | Royaume-Uni | Dubawi             | Lanfranco Dettori     | John Gosden            | Denford Stud                         |
| 6 juillet     | Eclipse Stakes                            | Royaume-Uni | Epsom        | Enable             | Royaume-Uni | Nathaniel          | Lanfranco Dettori     | John Gosden            | Khalid Abdullah                      |
| 7 juillet     | Deutsches Derby                           | Allemagne   | Hambourg     | Laccario           | Allemagne   | Scalo              | Eduardo Pedroza       | Andreas Wöhler         | Gestüt Ittlingen                     |
| 7 juillet     | Prix Jean Prat                            | France      | Deauville    | Too Darn Hot       | Royaume-Uni | Dubawi             | Lanfranco Dettori     | John Gosden            | Andrew Lloyd Webber                  |
| 12 juillet    | Falmouth Stakes                           | Royaume-Uni | Newmarket    | Veracious          | Royaume-Uni | Frankel            | Oisin Murphy          | Michael Stoute         | Cheveley Park Stud                   |
| 13 juillet    | July Cup                                  | Royaume-Uni | Newmarket    | Ten Sovereigns     | Irlande     | No Nay Never       | Ryan Moore            | Aidan O'Brien          | Coolmore                             |
| 14 juillet    | Grand Prix de Paris                       | France      | Longchamp    | Japan              | Irlande     | Galileo            | Ryan Moore            | Aidan O'Brien          | Coolmore                             |
| 20 juillet    | Irish Oaks                                | Irlande     | Curragh      | Star Catcher       | Royaume-Uni | Sea The Stars      | Lanfranco Dettori     | John Gosden            | Anthony Oppenheimer                  |
| 27 juillet    | King George VI & Queen Elizabeth St.      | Royaume-Uni | Ascot        | Enable             | Royaume-Uni | Nathaniel          | Lanfranco Dettori     | John Gosden            | Khalid Abdullah                      |
| 28 juillet    | Bayerisches Zuchtrennen                   | Allemagne   | Munich       | Danceteria         | Royaume-Uni | Redoute's Choice   | Jamie Spencer         | David Menuisier        | C. Washbourn & Australian Bloodstock |
| 28 juillet    | Prix Rothschild                           | France      | Deauville    | Laurens            | Royaume-Uni | Siyouni            | P-J. McDonald         | Karl Burks             | John Dance                           |
| 30 juillet    | Goodwood Cup                              | Royaume-Uni | Goodwood     | Stradivarius       | Royaume-Uni | Sea The Stars      | Lanfranco Dettori     | John Gosden            | Björn Nielsen                        |
| 31 juillet    | Sussex Stakes                             | Royaume-Uni | Goodwood     | Too Darn Hot       | Royaume-Uni | Dubawi             | Frankie Dettori       | John Gosden            | Andrew Lloyd Webber                  |
| 1er août      | Nassau Stakes                             | Royaume-Uni | Goodwood     | Deidre             | Japon       | Harbinger          | Oisin Murphy          | Mitsuru Hashida        | Toji Morita                          |
| 4 août        | Prix Maurice de Gheest                    | France      | Deauville    | Advertise          | Royaume-Uni | Showcasing         | Lanfranco Dettori     | Martyn Meade           | Phoenix Thoroughbred Ltd             |
| 4 août        | Preis der Diana                           | Allemagne   | Düsseldorf   | Diamanta           | Allemagne   | Maxios             | Maxime Pêcheur        | Markus Klug            | Gestüt Brummerhof                    |
| 11 août       | Phoenix Stakes                            | Irlande     | Curragh      | Siskin             | Irlande     | First Defence      | Colin Keane           | Ger Lyons              | Khalid Abdullah                      |
| 11 août       | Prix Jacques Le Marois                    | France      | Deauville    | Romanised          | Royaume-Uni | Holy Roman Emperor | William Lee           | Ken Condon             | Robert Ng                            |
| 11 août       | Grosser Preis von Berlin                  | Allemagne   | Hoppegarten  | French King        | France      | French Fifteen     | Olivier Peslier       | Henri-Alex Pantall     | Cheikh A.bin Al Thani                |
| 18 août       | Prix Morny                                | France      | Deauville    | Earthlight         | France      | Shamardal          | Mickaël Barzalona     | André Fabre            | Écurie Godolphin                     |
| 18 août       | Prix Jean Romanet                         | France      | Deauville    | Coronet            | Royaume-Uni | Dubawi             | Lanfranco Dettori     | John Gosden            | Denford Stud                         |
| 21 août       | International Stakes                      | Royaume-Uni | York         | Japan              | Irlande     | Galileo            | Ryan Moore            | Aidan O'Brien          | Coolmore                             |
| 22 août       | Yorkshire Oaks                            | Royaume-Uni | York         | Enable             | Royaume-Uni | Nathaniel          | Lanfranco Dettori     | John Gosden            | Khalid Abdullah                      |
| 23 août       | Nunthorpe Stakes                          | Royaume-Uni | York         | Battaash           | Royaume-Uni | Dark Angel         | Jim Crowley           | Charles Hills          | Hamdan Al Maktoum                    |
| 1er septembre | Grosser Preis Von Baden                   | Allemagne   | Baden-Baden  | Ghaiyyath          | Royaume-Uni | Dubawi             | William Buick         | Charlie Appleby        | Godolphin                            |
| 7 septembre   | Sprint Cup                                | Royaume-Uni | Haydock Park | Hello Youmzain     | Royaume-Uni | Kodiac             | James Doyle           | Kevin Ryan             | Jaber Abdullah                       |
| 8 septembre   | Prix du Moulin de Longchamp               | France      | Longchamp    | Circus Maximus     | Irlande     | Galileo            | Ryan Moore            | Aidan O'Brien          | Flaxman Stables & Coolmore           |
| 14 septembre  | St. Leger Stakes                          | Royaume-Uni | Doncaster    | Logician           | Royaume-Uni | Frankel            | Lanfranco Dettori     | John Gosden            | Khalid Abdullah                      |
| 14 septembre  | Matron Stakes                             | Irlande     | Leopardstown | Iridessa           | Irlande     | Ruler of The World | Wayne Lordan          | Joseph O'Brien         | Chantal Regalado-Rodriguez           |
| 14 septembre  | Irish Champion Stakes                     | Irlande     | Leopardstown | Magical            | Irlande     | Galileo            | Ryan Moore            | Aidan O'Brien          | Coolmore                             |
| 15 septembre  | Prix Vermeille                            | France      | Longchamp    | Star Catcher       | Royaume-Uni | Sea The Stars      | Lanfranco Dettori     | John Gosden            | Anthony Oppenheimer                  |
| 15 septembre  | Moyglare Stud Stakes                      | Irlande     | Curragh      | Love               | Irlande     | Galileo            | Ryan Moore            | Aidan O'Brien          | Coolmore                             |
| 15 septembre  | Irish St Leger                            | Irlande     | Curragh      | Search For A Song  | Irlande     | Galileo            | Chris Hayes           | Dermot Weld            | Moyglare Stud Farm                   |
| 15 septembre  | Vincent O'Brien National Stakes           | Irlande     | Curragh      | Pinatubo           | Royaume-Uni | Shamardal          | William Buick         | Charlie Appleby        | Godolphin                            |
| 22 septembre  | Preis von Europa                          | Allemagne   | Cologne      | Aspetar            | Royaume-Uni | Al Kazeem          | Jason Watson          | Roger Charlton         | Mohammed Al Thani                    |
| 28 septembre  | Cheveley Park Stakes                      | Royaume-Uni | Newmarket    | Millisle           | Irlande     | Starspangledbanner | Shane Foley           | Jessica Harrington     | Stonethorn Stud Farms Ltd            |
| 28 septembre  | Middle Park Stakes                        | Royaume-Uni | Newmarket    | Earthlight         | France      | Shamardal          | Mickaël Barzalona     | André Fabre            | Écurie Godolphin                     |
| 5 octobre     | Sun Chariot Stakes                        | Royaume-Uni | Newmarket    | Billesdon Brook    | Royaume-Uni | Champs Élysées     | Sean Levey            | Richard Hannon         | Pall Mall Partners & Co              |
| 5 octobre     | Prix du Cadran                            | France      | Longchamp    | Holdthasigreen     | France      | Hold That Tiger    | Tony Piccone          | Bruno Audouin          | Jean Gilbert                         |
| 5 octobre     | Prix de Royallieu                         | France      | Longchamp    | Anapurna           | Royaume-Uni | Frankel            | Lanfranco Dettori     | John Gosden            | Helena Springfield Ltd               |
| 6 octobre     | Prix de la Forêt                          | France      | Longchamp    | One Master         | Royaume-Uni | Fastnet Rock       | Pierre-Charles Boudot | William Haggas         | Lael Stable                          |
| 6 octobre     | Prix de l'Abbaye de Longchamp             | France      | Longchamp    | Glass Slippers     | Royaume-Uni | Dream Ahead        | Tom Eaves             | Kevin Ryan             | Bearstone Stud Ltd                   |
| 6 octobre     | Prix de l'Opéra                           | France      | Longchamp    | Vila Marina        | France      | Le Havre           | Olivier Peslier       | Carlos Laffon-Parias   | Darpat France Sarl                   |
| 6 octobre     | Prix Marcel Boussac                       | France      | Longchamp    | Albigna            | Irlande     | Zoffany            | Shane Foley           | Jessica Harington      | Famille Niárchos                     |
| 6 octobre     | Prix Jean-Luc Lagardère                   | France      | Longchamp    | Victor Ludorum     | France      | Shamardal          | Mickaël Barzalona     | André Fabre            | Écurie Godolphin                     |
| 6 octobre     | Prix de l'Arc de Triomphe                 | France      | Longchamp    | Waldgeist          | France      | Galileo            | Pierre-Charles Boudot | André Fabre            | Gestüt Ammerland                     |
| 11 octobre    | Fillies' Mile                             | Royaume-Uni | Ascot        | Quadrilateral      | Royaume-Uni | Frankel            | Jason Watson          | Roger Charlton         | Khalid Abdullah                      |
| 11 octobre    | Flying Five Stakes                        | Irlande     | Curragh      | Fairyland          | Irlande     | Kodiac             | Ryan Moore            | Aidan O'Brien          | E. Stockwell, Coolmore               |
| 12 octobre    | Dewhurst Stakes                           | Royaume-Uni | Newmarket    | Pinatubo           | Royaume-Uni | Shamardal          | William Buick         | Charlie Appleby        | Godolphin                            |
| 19 octobre    | British Champions Fillies' and Mares' St. | Royaume-Uni | Ascot        | Star Catcher       | Royaume-Uni | Sea The Stars      | Lanfranco Dettori     | John Gosden            | Anthony Oppenheimer                  |
| 19 octobre    | British Champions Sprint Stakes           | Royaume-Uni | Ascot        | Donjuan Triumphant | Royaume-Uni | Dream Ahead        | Silvestre de Sousa    | Andrew M. Balding      | King Power Racing Co Ltd             |
| 19 octobre    | Queen Elizabeth II Stakes                 | Royaume-Uni | Ascot        | King of Change     | Royaume-Uni | Farhh              | Sean Levey            | Richard Hannon         | Ali A. Saeed                         |
| 19 octobre    | Champion Stakes                           | Royaume-Uni | Ascot        | Magical            | Irlande     | Galileo            | Donnacha O'Brien      | Aidan O'Brien          | Coolmore                             |
| 26 octobre    | Critérium de Saint-Cloud                  | France      | Saint-Cloud  | Mkfancy            | France      | Makfi              | Théo Bachelot         | Pia Brandt             | Abdullah Al Maddah                   |
| 26 octobre    | Futurity Trophy                           | Royaume-Uni | Doncaster    | Kameko             | Royaume-Uni | Kitten's Joy       | Oisin Murphy          | Andrew Balding         | Qatar Racing Ltd                     |
| 27 octobre    | Prix Royal-Oak                            | France      | Longchamp    | Technician         | Royaume-Uni | Mastercraftsman    | Pierre-Charles Boudot | Martyn Meade           | Team Valor 1                         |
| 27 octobre    | Critérium International                   | France      | Longchamp    | Alson              | Allemagne   | Areion             | Lanfranco Dettori     | Jean-Pierre Carvalho   | Gestüt Schlenderhan                  |
| 31 octobre    | Grosser Preis von Bayern                  | Allemagne   | Munich       | Iquitos            | Allemagne   | Adlerflug          | Eddy Hardouin         | Hans-Jurgen Gröschel   | Stall Mulligan                       |

#### Principales courses deGroupe 1hors Europe
| Date         | Course                              | Pays           | Hippodrome       | Vainqueur         | Pays           | Père               | Jockey               | Entraîneur           | Propriétaire                            |
| ------------ | ----------------------------------- | -------------- | ---------------- | ----------------- | -------------- | ------------------ | -------------------- | -------------------- | --------------------------------------- |
| 27 janvier   | Pegasus World Cup                   | États-Unis     | Gulfstream Park  | City of Light     | États-Unis     | Quality Road       | Javier Castellano    | W.M. McCarthy        | W. & S. Warren, Jr.                     |
| 27 janvier   | Pegasus World Cup Turf              | États-Unis     | Gulfstream Park  | Bricks and Mortar | États-Unis     | Giant's Causeway   | Irad Ortiz, Jr.      | Chad Brown           | Klaravic Stables & W.H. Lawrence        |
| 30 mars      | Dubaï Golden Shaheen                | Dubaï          | Meydan           | X Y Jet           | États-Unis     | Kantharos          | Emisael Jaramillo    | Jorge Navarro        | Rockingham & Gelfenstein                |
| 30 mars      | Dubaï Sheema Classic                | Dubaï          | Meydan           | Old Persian       | Royaume-Uni    | Dubawi             | William Buick        | Charlie Appleby      | Godolphin                               |
| 30 mars      | Dubaï Turf                          | Dubaï          | Meydan           | Almond Eye        | Japon          | Lord Kanaloa       | Christophe Lemaire   | Sakae Kunieda        | Silk Racing Co. Ltd                     |
| 30 mars      | Dubaï World Cup                     | Dubaï          | Meydan           | Thunder Snow      | Royaume-Uni    | Helmet             | Christophe Soumillon | Saeed bin Suroor     | Godolphin                               |
| 5 avril      | Santa Anita Derby                   | États-Unis     | Santa Anita Park | Roadster          | États-Unis     | Quality Road       | Mike E. Smith        | Bob Baffert          | Speedway Stable LLC                     |
| 7 avril      | Oka Shō                             | Japon          | Hanshin          | Gran Alegria      | Japon          | Deep Impact        | Christophe Lemaire   | Kazuo Fujisawa       | Sunday Racing                           |
| 14 avril     | Satsuki Shō                         | Japon          | Nakayama         | Saturnalia        | Japon          | Lord Kanaloa       | Christophe Lemaire   | Katsuhiko Sumii      | U Carrot Farm                           |
| 28 avril     | Queen Elizabeth II Cup              | Hong Kong      | Sha Tin          | Win Bright        | Japon          | Stay Gold          | Masami Matsuoka      | Yoshihiro Hatakeyama | Win Co Ltd                              |
| 28 avril     | Tennō Shō (printemps)               | Japon          | Kyoto            | Fierement         | Japon          | Deep Impact        | Christophe Lemaire   | Takahisa Tezuka      | Sunday Racing                           |
| 3 mai        | Kentucky Oaks                       | États-Unis     | Churchill Downs  | Serengeti Empress | États-Unis     | Alternation        | Jose Ortiz           | Tom Amoss            | Joel Politi                             |
| 4 mai        | Kentucky Derby                      | États-Unis     | Churchill Downs  | Country House     | États-Unis     | Lookin At Lucky    | Flavien Prat         | Bill Mott            | Shields, McFadden, & Foxwoods           |
| 11 mai       | Man o'War Stakes                    | États-Unis     | Belmont Park     | Channel Maker     | États-Unis     | English Channel    | Joel Rosario         | Bill Mott            | Wachtel Stable, Hill Stable & Reeves    |
| 18 mai       | Preakness Stakes                    | États-Unis     | Pimlico          | War of Will       | États-Unis     | War Front          | Tyler Gaffalione     | Mark E. Casse        | Gary Barber                             |
| 19 mai       | Yūshun Himba                        | Japon          | Fuchū            | Loves Only You    | Japon          | Deep Impact        | Mirco Demuro         | Yoshito Yahagi       | Dmm Dream Club                          |
| 26 mai       | Tokyo Yūshun (Derby Japonais)       | Japon          | Fuchū            | Roger Barrows     | Japon          | Deep Impact        | Suguru Hamanaka      | Katsuhiko Sumii      | Hirotsugu Inokuma                       |
| 8 juin       | Belmont Stakes                      | États-Unis     | Belmont Park     | Sir Winston       | États-Unis     | Awesome Again      | Joel Rosario         | Mark E. Casse        | Tracy Farmer                            |
| 23 juin      | Takarazuka Kinen                    | Japon          | Hanshin          | Lys Gracieux      | Japon          | Heart's Cry        | Damian Lane          | Yoshito Yahagi       | U Carrot Farm                           |
| 6 juillet    | Durban July                         | Afrique du Sud | Greyville        | Do It Again       | Afrique du Sud | Twice Over         | Richard Fourie       | Justin-S. Snaith     | N. Jonsson, B. Kantor & W.J.C. Mitchell |
| 10 août      | Arlington Million                   | États-Unis     | Arlington Park   | Bricks and Mortar | États-Unis     | Giant's Causeway   | Irad Ortiz, Jr.      | Chad Brown           | Klaravic Stables & W.H. Lawrence        |
| 24 août      | Travers Stakes                      | États-Unis     | Saratoga         | Code of Honour    | États-Unis     | Noble Mission      | John Velazquez       | C.R. McGaughey III   | William S. Farish                       |
| 31 août      | Woodward Stakes                     | États-Unis     | Saratoga         | Preservationist   | États-Unis     | Arch               | Junior Alvarado      | Jimmy Jerkens        | Centennial Farms                        |
| 24 septembre | Sprinters Stakes                    | Japon          | Nakayama         | Tower of London   | Japon          | Raven's Pass       | Christophe Lemaire   | Kazuo Fujisawa       | Godolphin                               |
| 28 septembre | Jockey Club Gold Cup                | États-Unis     | Belmont Park     | Code of Honour    | États-Unis     | Noble Mission      | John Velazquez       | C.R. McGaughey III   | William S. Farish                       |
| 28 septembre | Joe Hirsch Turf Classic Stakes      | États-Unis     | Belmont Park     | Arklow            | États-Unis     | Arch               | Junior Alvarado      | Brad Cox             | Donegal Racing, J. Bulger & P. Coneway  |
| 12 octobre   | Canadian International Stakes       | Canada         | Woodbine         | Desert Encounter  | Royaume-Uni    | Halling            | Andrea Atzeni        | David Simcock        | Abdulla Al Mansoori                     |
| 12 octobre   | E.P. Taylor Stakes                  | Canada         | Woodbine         | Starship Jubilee  | Canada         | Indy Wind          | Luis Contreras       | Kevin Attard         | Blue Heaven Farm                        |
| 13 octobre   | Shūka Shō                           | Japon          | Kyoto            | Chrono Genesis    | Japon          | Bago               | Yuichi Kitamura      | Takashi Saito        | Sunday Racing                           |
| 20 octobre   | Kikuka Shō                          | Japon          | Kyoto            | World Premiere    | Japon          | Deep Impact        | Yutaka Take          | Yasuo Tomomichi      | Ryoichi Otsuka                          |
| 26 octobre   | Cox Plate                           | Australie      | Moonee Valley    | Lys Gracieux      | Japon          | Heart's Cry        | Damian Lane          | Yoshito Yahagi       | U Carrot Farm                           |
| 27 octobre   | Tennō Shō (automne)                 | Japon          | Kyoto            | Almond Eye        | Japon          | Lord Kanaloa       | Christophe Lemaire   | Sakae Kunieda        | Silk Racing Co. Ltd                     |
| 1er novembre | Breeders' Cup Juvenile Turf         | États-Unis     | Santa Anita Park | Structor          | États-Unis     | Palace Malice      | José Ortiz           | Chad Brown           | J. Drown & Rachel Don                   |
| 1er novembre | Breeders' Cup Juvenile              | États-Unis     | Santa Anita Park | Storm The Court   | États-Unis     | Court Vision       | Flavien Prat         | Peter Eurton         | Exline-Border Racing & Co               |
| 1er novembre | Breeders' Cup Juvenile Fillies Turf | États-Unis     | Santa Anita Park | Sharing           | États-Unis     | Speightstown       | Manuel Franco        | Graham Motion        | Eclipse Thoroughbreds Ltd               |
| 1er novembre | Breeders' Cup Juvenile Fillies      | États-Unis     | Santa Anita Park | British Idiom     | États-Unis     | Flashback          | Javier Castellano    | Brad Cox             | Madaket Stables LLC & Co                |
| 3 novembre   | Breeders' Cup Filly & Mare Sprint   | États-Unis     | Santa Anita Park | Covfefe           | États-Unis     | Into Mischief      | Joel Rosario         | Brad Cox             | LNJ Foxwoods                            |
| 3 novembre   | Breeders' Cup Filly & Mare Turf     | États-Unis     | Santa Anita Park | Iridessa          | Irlande        | Ruler of The World | Wayne Lordan         | Joseph O'Brien       | Chantal Regalado-Rodriguez              |
| 3 novembre   | Breeders' Cup Sprint                | États-Unis     | Santa Anita Park | Mitole            | États-Unis     | Eskendereya        | Ricardo Santana, Jr. | Steve Asmussen       | William L. & Corinne Heiligbrodt        |
| 3 novembre   | Breeders' Cup Turf Sprint           | États-Unis     | Santa Anita Park | Belvoir Bay       | États-Unis     | Equiano            | Javier Castellano    | Peter Miller         | Gary Barber                             |
| 3 novembre   | Breeders' Cup Dirt Mile             | États-Unis     | Santa Anita Park | Spun To Run       | États-Unis     | Equiano            | Irad Ortiz, Jr.      | Juan Guerrero        | Robert Donaldson                        |
| 3 novembre   | Breeders' Cup Mile                  | États-Unis     | Santa Anita Park | Uni               | France         | More Than Ready    | Joel Rosario         | Chad Brown           | Head of Plains Partners & Co            |
| 3 novembre   | Breeders' Cup Distaff               | États-Unis     | Santa Anita Park | Blue Prize        | Argentine      | Pure Prize         | Joe Bravo            | Ignacio Correas      | Merriebelle Stable LLC                  |
| 3 novembre   | Breeders' Cup Turf                  | États-Unis     | Santa Anita Park | Bricks and Mortar | États-Unis     | Giant's Causeway   | Irad Ortiz, Jr.      | Chad Brown           | Klaravic Stables & W.H. Lawrence        |
| 3 novembre   | Breeders' Cup Classic               | États-Unis     | Santa Anita Park | Vino Rosso        | États-Unis     | Curlin             | Irad Ortiz, Jr.      | Todd Pletcher        | Mark Repole & St Elias Stable           |
| 5 novembre   | Melbourne Cup                       | Australie      | Flemington       | Vow And Declare   | Australie      | Declaration of War | Craig Williams       | Danny O'Brien        | G. Corrigan & al.                       |
| 10 novembre  | Queen Elizabeth II Cup              | Japon          | Kyoto            | Lucky Lilac       | Japon          | Orfevre            | Christophe Soumillon | Mikio Matsunaga      | Sunday Racing                           |
| 24 novembre  | Japan Cup                           | Japon          | Fuchū            | Suave Richard     | Japon          | Heart's Cry        | Oisin Murphy         | Yasushi Shono        | Nicks Co. Ltd                           |
| 8 décembre   | Hong Kong Sprint                    | Hong Kong      | Sha Tin          | Beat The Clock    | Hong Kong      | Hinchinbrook       | João Moreira         | John Size            | Merrick Chung Wai Lik                   |
| 8 décembre   | Hong Kong Mile                      | Hong Kong      | Sha Tin          | Admire Mars       | Japon          | Daiwa Major        | Christophe Soumillon | Yasuo Tomomichi      | Riichi Kondo                            |
| 8 décembre   | Hong Kong Vase                      | Hong Kong      | Sha Tin          | Glory Vase        | Japon          | Deep Impact        | João Moreira         | Tomohito Ozeki       | Silk Racing Co. Ltd                     |
| 8 décembre   | Hong Kong Cup                       | Hong Kong      | Sha Tin          | Win Bright        | Japon          | Stay Gold          | Masami Matsuoka      | Yoshihiro Hatakeyama | Win Co Ltd                              |
| 21 décembre  | Arima Kinen                         | Japon          | Nakayama         | Lys Gracieux      | Japon          | Heart's Cry        | Damian Lane          | Yoshito Yahagi       | U Carrot Farm                           |

### Obstacles
| Date     | Course                           | Discipline    | Hippodrome | Vainqueur | Jockey | Entraîneur | Propriétaire |
| -------- | -------------------------------- | ------------- | ---------- | --------- | ------ | ---------- | ------------ |
| Mai      | Grand Steeple-Chase de Paris     | Steeple-Chase | Auteuil    |           |        |            |              |
| Mai      | Prix Ferdinand Dufaure           | Steeple-Chase | Auteuil    |           |        |            |              |
| Juin     | Prix Alain du Breil              | Haies         | Auteuil    |           |        |            |              |
| Juin     | Grande Course de Haies d'Auteuil | Haies         | Auteuil    |           |        |            |              |
| Novembre | Grand Prix d'Automne             | Haies         | Auteuil    |           |        |            |              |
| Novembre | Prix Maurice Gillois             | Steeple-Chase | Auteuil    |           |        |            |              |
| Novembre | Prix Cambacérès                  | Haies         | Auteuil    |           |        |            |              |
| Novembre | Prix La Haye Jousselin           | Steeple-Chase | Auteuil    |           |        |            |              |
| Novembre | Prix Renaud du Vivier            | Haies         | Auteuil    |           |        |            |              |

### Trot
| Date          | Course                             | Pays             | Hippodrome     | Vainqueur          | Pays       | Père            | Jockey/Driver          | Entraîneur              |
| ------------- | ---------------------------------- | ---------------- | -------------- | ------------------ | ---------- | --------------- | ---------------------- | ----------------------- |
| 20 janvier    | Prix de Cornulier                  | France           | Vincennes      | Bilibili           | France     | Niky            | Alexandre Abrivard     | Laurent-Claude Abrivard |
| 27 janvier    | Prix d'Amérique                    | France           | Vincennes      | Bélina Josselyn    | France     | Love You        | Jean-Michel Bazire     | Jean-Michel Bazire      |
| 3 février     | Prix de l'Île-de-France            | France           | Vincennes      | Dexter Fromentro   | France     | Qwerty          | Camille Levesque       | Thomas Lesvesque        |
| 10 février    | Prix de France                     | France           | Vincennes      | Readly Express     | Suède      | Ready Cash      | Björn Goop             | Timo Nurmos             |
| 10 février    | Prix des Centaures                 | France           | Vincennes      | Evangelina Blue    | France     | Speedy Blue     | Mathieu Mottier        | Jean-Philippe Mary      |
| 24 février    | Prix de Paris                      | France           | Vincennes      | Bélina Josselyn    | France     | Love You        | Jean-Michel Bazire     | Jean-Michel Bazire      |
| 17 février    | Critérium des Jeunes               | France           | Vincennes      | Green Grass        | France     | Bold Eagle      | Gabriele Gelormini     | Sébastien Guarato       |
| 10 mars       | Grand critérium de vitesse         | France           | Cagnes-sur-Mer | Readly Express     | Suède      | Ready Cash      | Björn Goop             | Timo Nurmos             |
| 2 mars        | Prix de Sélection                  | France           | Vincennes      | Face Time Bourbon  | France     | Ready Cash      | Björn Goop             | Sébastien Guarato       |
| 5 avril       | Finlandia Ajo                      | Finlande         | Vermo          | Readly Express     | Suède      | Ready Cash      | Björn Goop             | Timo Nurmos             |
| 13 avril      | Prix Étain Royal                   | Finlande         | Seinäjoki      | Atupem             | Finlande   | Andover Hall    | Santtu Raitala         | Santtu Raitala          |
| 20 avril      | Prix de l'Atlantique               | France           | Enghien        | Looking Superb     | Norvège    | Orlando Vici    | Jean-Michel Bazire     | Jean-Michel Bazire      |
| 25 avril      | Gran Premio Nazionale              | Italie           | La Maura       | Axl Rose           | Italie     | Love You        | Alessandro Gocciadoro  | Alessandro Gocciadoro   |
| 27 avril      | Paralympiatravet                   | Suède            | Åby            | Propulsion         | États-Unis | Muscle Hill     | Örjan Kihlström        | Daniel Réden            |
| 1er Mai       | Gran Premio Lotteria               | Italie           | Agnano         | Bel Avis           | France     | Ganymède        | Jean-Michel Bazire     | Jean-Michel Bazire      |
| 5 mai         | Critérium des 4 ans                | France           | Vincennes      | Falcao de Laurma   | France     | Uniclove        | Franck Nivard          | Thierry Duvaldestin     |
| 11 mai        | Konung Gustaf V:s Pokal            | Suède            | Åby            | Campo Bahia        | Suède      | Muscle Hill     | Conrad Lugauer         | Conrad Lugauer          |
| 11 mai        | Drottning Silvias Pokal            | Suède            | Åby            | Activated          | Suède      | Jocose          | Carl Johan Jepson      | Fredrik Wallin          |
| 12 mai        | Copenhagen Cup                     | Danemark         | Charlottenlund | Handsome Brad      | Suède      | Brad de Veluwe  | Carl-Johan Jepson      | Ulf Stenströmer         |
| 13 mai        | Gran Premio Tito Giovanardi        | Italie           | Modena         | Al Capone Stecca   | Italie     | Napoleon Bar    | Giampaolo Minnucci     | Alessandro Gocciadoro   |
| 15 mai        | Saint-Léger des Trotteurs          | France           | Caen           | Gala Téjy          | France     | Atlas de Joudes | Paul-Philippe Ploquin  | Christophe Chalon       |
| 19 mai        | Gran Premio d'Europa               | Italie           | Agnano         | Zacon Gio          | Italie     | Ruty Grif       | Roberto Vecchione      | Holger Ehlert           |
| 26 mai        | Elitloppet                         | Suède            | Solvalla       | Dijon              | France     | Ganymède        | Romain Derieux         | Romain Derieux          |
| 9 juin        | Grand Prix d'Oslo                  | Norvège          | Bjerke         | Vitruvio           | Italie     | Adrian Chip     | Jorma Kontio           | Alessandro Gocciadoro   |
| 15 juin       | Norrbottens Stora Pris             | Suède            | Boden          | Propulsion         | États-Unis | Muscle Hill     | Örjan Kihlström        | Daniel Réden            |
| 15 juin       | Kymi Grand Prix                    | Finlande         | Kouvola        | Racing Mange       | Suède      | Orlando Vici    | Joakim Lövgren         | Joakim Lövgren          |
| 22 juin       | Gran Premio Gaetano Turilli        | Italie           | Capanelle      | Vivid Wise As      | Italie     | Yankee Glide    | Alessandro Gocciadoro  | Alessandro Gocciadoro   |
| 23 juin       | Gran Premio Costa Azzurra          | Italie           | Turin          | Arazi Boko         | Italie     | Varenne         | Alessandro Gocciadoro  | Alessandro Gocciadoro   |
| 23 juin       | Prix René Ballière                 | France           | Vincennes      | Bold Eagle         | France     | Ready Cash      | Björn Goop             | Sébastien Guarato       |
| 23 juin       | Prix Albert Viel                   | France           | Vincennes      | Guillermo Sport    | France     | Orlando Sport   | P.-J. Pascual Lavanchy | Miquel Mestre Suner     |
| 23 juin       | Prix du Président de la République | France           | Vincennes      | Flèche Bourbon     | France     | Saxo de Vandel  | Alexandre Abrivard     | Sébastien Guarato       |
| 23 juin       | Prix d'Essai                       | France           | Vincennes      | Gala Téjy          | France     | Atlas de Joudes | Paul-Philippe Ploquin  | Christophe Chalon       |
| 29 juin       | E3 Långa                           | Suède            | Färjestad      | Aetos Kronos       | Suède      | Bold Eagle      | Örjan Kihlström        | Jerry Riordan           |
| 29 juin       | Gran Premio Tino Triossi           | Italie           | Capanelle      | Zacon Gio          | Italie     | Ruty Grif       | Roberto Vecchione      | Holger Ehlert           |
| 30 juin       | Gran Premio Citta' di Napoli       | Italie           | Agnano         | Axl Rose           | Italie     | Love You        | Alessandro Gocciadoro  | Alessandro Gocciadoro   |
| 30 juin       | Suur-Hollola-Ajo                   | Finlande         | Lahti          | Hachiko de Veluwe  | Finlande   | Timoko          | Jorma Kontio           | Timo Nurmos             |
| 4 juillet     | Sprintermästaren                   | Suède            | Halmstad       | Tae Kwon Deo       | Suède      | Muscle Hill     | Adrian Kolgjini        | Adrian Kolgjini         |
| 7 juillet     | Mémorial Ulf Thoresen              | Norvège          | Jarlsberg      | Vitruvio           | Italie     | Adrian Chip     | Jorma Kontio           | Alessandro Gocciadoro   |
| 21 juillet    | St. Michel Ajo                     | Finlande         | Mikkeli        | Makethemark        | Finlande   | Maharajah       | Ulf Ohlsson            | Petri Salmela           |
| 21 juillet    | Stochampionatet                    | Suède            | Axevalla       | Activated          | Suède      | Jocose          | Carl Johan Jepson      | Fredrik Wallin          |
| 30 juillet    | Hugo Åbergs Memorial               | Suède            | Jägersro       | Ringostarr Treb    | Italie     | Classic Photo   | Wim Paal               | Jerry Riordan           |
| 3 août        | Hambletonian                       | États-Unis       | Meadowlands    | Forbidden Trade    | États-Unis | Kadabra         | Bob McClure            | Luc Blais               |
| 3 août        | John Cashman, Jr. Memorial         | États-Unis       | Meadowlands    | Crystal Fashion    | États-Unis | Cantab Hall     | David Miller           | Jim Campbell            |
| 4 août        | Grand Prix de Wallonie             | Belgique         | Mons           | Bold Eagle         | France     | Ready Cash      | Tony Le Beller         | Sébastien Guarato       |
| 4 août        | Traber Derby                       | Allemagne        | Mariendorf     | Velten von Flevo   | Pays-Bas   | Ganymède        | Rick Ebbinge           | Jeroen Engwerda         |
| 10 août       | Åby Stora Pris                     | Suède            | Åby            | Propulsion         | États-Unis | Muscle Hill     | Örjan Kihlström        | Daniel Réden            |
| 14 août       | Jubileumspokalen                   | Suède            | Solvalla       | Who's Who          | Suède      | Maharajah       | Örjan Kihlström        | Pasi Aikio              |
| 14 août       | Championnat européen des juments   | Suède            | Solvalla       | Uza Josselyn       | Suisse     | Love You        | Erik Adielsson         | René Aebischer          |
| 15 août       | Gran Premio Citta' di Montecatini  | Italie           | Montecatini    | Arazi Boko         | Italie     | Varenne         | Alessandro Gocciadoro  | Alessandro Gocciadoro   |
| 24 août       | Sundsvall Open Trot                | Suède            | Bergsåker      | Ringostarr Treb    | Italie     | Classic Photo   | Wim Paal               | Jerry Riordan           |
| 24 août       | Dansk Hoppe Derby                  | Danemark         | Charlottenlund | Dream Girl         | Danemark   | From Above      | Nicolaj Andersen       | Nicolaj Andersen        |
| 25 août       | Danskt Trav-Derby                  | Danemark         | Charlottenlund | Dumbo              | Danemark   | Wishing Stone   | Gordon Dahl            | Gordon Dahl             |
| 31 août       | Critérium des 5 ans                | France           | Vincennes      | Eugénito du Noyer  | France     | Saxo de Vandel  | Éric Raffin            | Jean-Michel Baudouin    |
| 31 août       | Grand Derby finlandais             | Finlande         | Vermo          | Graceful Swamp     | Finlande   | So Perfect      | Ari Moilanen           | Erkki-Pekka Mäkinen     |
| 1er septembre | Svenskt Travderby                  | Suède            | Malmö          | Attraversiamo      | Suède      | Kiss Français   | Erik Adielsson         | Svante Båth             |
| 7 septembre   | UET Trotting Masters               | Union européenne | Vincennes      | Propulsion         | États-Unis | Muscle Hill     | Örjan Kihlström        | Daniel Réden            |
| 7 septembre   | Campionato Europeo                 | Italie           | Cesena         | Arazi Boko         | Italie     | Varenne         | Alessandro Gocciadoro  | Alessandro Gocciadoro   |
| 8 septembre   | Norsk Travkriterium                | Norvège          | Bjerke         | Custom Colt        | Norvège    | Offshore Dream  | Svein Ove Wassberg     | Henry Rorgemoen         |
| 8 septembre   | Norsk Travderby                    | Norvège          | Bjerke         | Max Brady          | Norvège    | Cantab Hall     | Geir Vegard Gundersen  | Geir Vegard Gundersen   |
| 14 septembre  | Prix de l'Étoile                   | France           | Vincennes      | Feliciano          | France     | Ready Cash      | David Thomain          | Philippe Allaire        |
| 14 septembre  | Prix de Normandie                  | France           | Vincennes      | Étoile de Bruyère  | France     | Kénor de Cossé  | Adrien Lamy            | Charles Dreux           |
| 22 septembre  | Derby Italien                      | Italie           | Agnano         | Alrajah One        | Italie     | Maharajah       | Alessandro Gocciadoro  | Alessandro Gocciadoro   |
| 22 septembre  | Oaks del Trotto                    | Italie           | Agnano         | Audrey Effe        | Italie     | Up And Quick    | Andrea Farolfi         | Walter Zanetti          |
| 29 septembre  | Gran Premio Continentale           | Italie           | Bologna        | Zaniah Bi          | Italie     | Equinox Bi      | Alessandro Gocciadoro  | Alessandro Gocciadoro   |
| 29 septembre  | Svenskt Travkriterium              | Suède            | Solvalla       | Power              | Suède      | Googoo Gaagaa   | Robert Bergh           | Robert Bergh            |
| 29 septembre  | Svenskt Trav-Oaks                  | Suède            | Solvalla       | Diana Zet          | Suède      | Hard Livin      | Örjan Kihlström        | Daniel Réden            |
| 29 septembre  | Prix des Élites                    | France           | Vincennes      | Flèche Bourbon     | France     | Saxo de Vandel  | Alexandre Abrivard     | Sébastien Guarato       |
| 5 octobre     | Critérium de trot finlandais       | Finlande         | Tampere        | Raskolnikov Frido  | Finlande   | Muscle Hill     | Santtu Raitala         | Markku Nieminen         |
| 6 octobre     | Gran Premio Delle Nazioni          | Italie           | La Maura       | Cokstile           | Norvège    | Quite Easy      | Antonio di Nardo       | Gennaro Casillo         |
| 11 octobre    | Palio Dei Comuni                   | Italie           | Montegiorgio   | Cokstile           | Norvège    | Quite Easy      | Antonio di Nardo       | Gennaro Casillo         |
| 12 octobre    | Championnat européen des 3 ans     | Union européenne | Vermo          | Ecurie D           | Norvège    | Infinitif       | Björn Goop             | Frode Hamre             |
| 12 octobre    | Grand Prix de l'UET                | Union européenne | Vermo          | Face Time Bourbon  | France     | Ready Cash      | Björn Goop             | Sébastien Guarato       |
| 12 octobre    | Championnat européen des 5 ans     | Union européenne | Vermo          | Stonecapes Queila  | Finlande   | Otello Pierji   | Hannu Torvinen         | Christa Packalen        |
| 12 octobre    | International Trot                 | États-Unis       | Yonkers        | Zacon Gio          | Italie     | Ruty Grif       | Roberto Vecchione      | Holger Ehlert           |
| 26 octobre    | Breeders' Crown Open               | Canada           | Woodbine       | Bold Eagle         | France     | Ready Cash      | Brian Sears            | Sébastien Guarato       |
| 1er novembre  | Gran Premio Orsi Mangelli          | Italie           | La Maura       | Axl Rose           | Italie     | Love You        | Alessandro Gocciadoro  | Alessandro Gocciadoro   |
| 23 novembre   | Svensk Uppfödningslöpning          | Suède            | Jägersro       | Revelation         | Suède      | Readly Express  | Per Nordström          | Per Nordström           |
| 8 décembre    | Grand Prix Mipaaft Allevamento     | Italie           | Agnano         | Bristol Cr         | Italie     | Owen CR         | Gaetano di Nardo       | Sabato Bevilacqua       |
| 15 décembre   | Critérium des 3 ans                | France           | Vincennes      | Gunilla d'Atout    | France     | Ready Cash      | Björn Goop             | Sébastien Guarato       |
| 23 décembre   | Prix de Vincennes                  | France           | Vincennes      | Gangster du Wallon | France     | Let's Go Along  | Benjamin Rochard       | Damien Lecrocq          |
| 23 décembre   | Critérium Continental              | France           | Vincennes      | Face Time Bourbon  | France     | Ready Cash      | Björn Goop             | Sébastien Guarato       |

## Faits marquants
- L'année 2019 marque la première année du plan de relance du PMU[2].

### Janvier

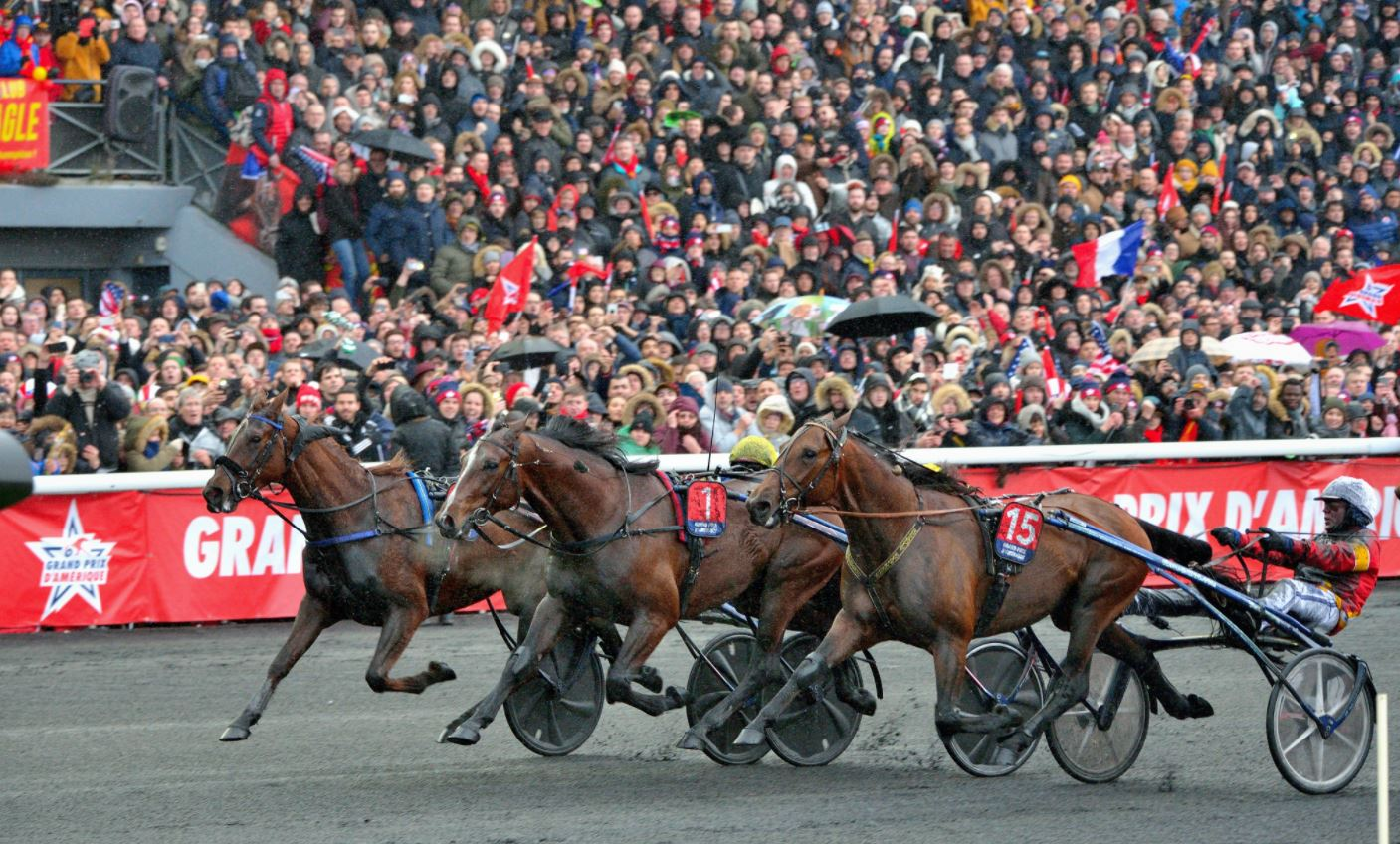
Victoire de Bélina Josselyn dans le Prix d'Amérique.

- 20 janvier : Consécration de Bilibili dans le Prix de Cornulier. Le fils de Niky s'approprie le record de la course en 1'11"2.
- 27 janvier : Bélina Josselyn remporte le Prix d'Amérique, Readly Express termine troisième, Propulsion cinquième et Bold Eagle sixième.

### Février
- 10 février : Readly Express s'adjuge le Prix de France alors que Bélina Josselyn disparaît sur une incartade. Bold Eagle prend la troisième place.
- 24 février : Le triptyque des grands internationaux de Vincennes s'achève avec le Prix de Paris, qui voit Bélina Josselyn terminer par une victoire un meeting d'hiver presque parfait.

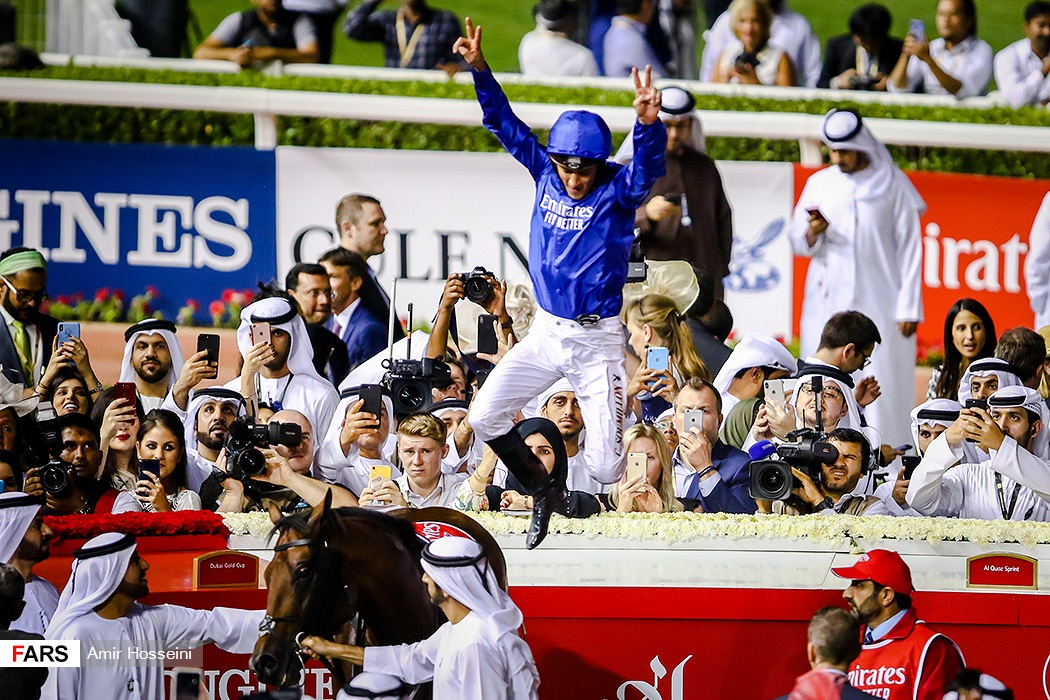
Christophe Soumillon après sa victoire dans la Dubaï World Cup avec Thunder Snow.

### Mars
- 2 mars : Face Time Bourbon remporte son premier Prix de Sélection, établissant un nouveau record pour les 4 ans, en 1'10"8.
- 10 mars : Readly Express remporte le Grand Critérium de Vitesse de la Côte d'Azur en égalant le record de France (1'08"9) détenu depuis l'année précédente par Bold Eagle dans cette même épreuve.
- 30 mars : La Japonaise Almond Eye confirme son talent en remportant la Dubaï Turf de Meydan, tandis que Thunder Snow devient le premier double lauréat de la Dubaï World Cup.

### Avril
- 5 avril : Readly Express enrichit son palmarès d'une victoire dans le Finlandia Ajo.
- 17 avril : L'entourage de la championne japonaise Almond Eye, initialement pressentie pour participer au  Prix de l'Arc de Triomphe, annonce que la pouliche ne fera finalement pas le déplacement[3].
- 28 avril : Le premier groupe 1 de l'année voit la rentrée victorieuse de Waldgeist, quatrième du dernier Prix de l'Arc de Triomphe. Il devance facilement Study of Man (lauréat du Jockey Club l'année précédente) et l'Anglais Ghaiyyath.

### Mai
- 4 mai : Énorme polémique à l'arrivée du Kentucky Derby, dont même le président Donald Trump se mêlera à la faveur d'un tweet[4] : le favori Maximum Security s'impose dans la confusion et se voit disqualifié après enquête pour avoir gêné ses adversaires dans le dernier tournant, laissant l'énorme outsider Country House, monté par le jockey français Flavien Prat, hériter de la victoire sur tapis vert. C'est la première fois en 145 éditions du Derby qu'un lauréat est sanctionné pour une faute sur la piste. Son entourage décide de porter l'affaire devant les tribunaux. Quant à Donald Trump, il estime que cette disqualification illustre les ravages du "politiquement correct"[4]...
- 12 mai : Persian King justifie les espoirs placés en lui en gagnant la Poule d'Essai des Poulains.
- 18 mai : Ni Maximum Security, ni Country House, les deux principaux protagonistes d'un Kentucky Derby pour le moins mouvement, ne prennent le départ des Preakness Stakes. War of Will, septième à Churchill Downs, en profite pour rafler la mise.

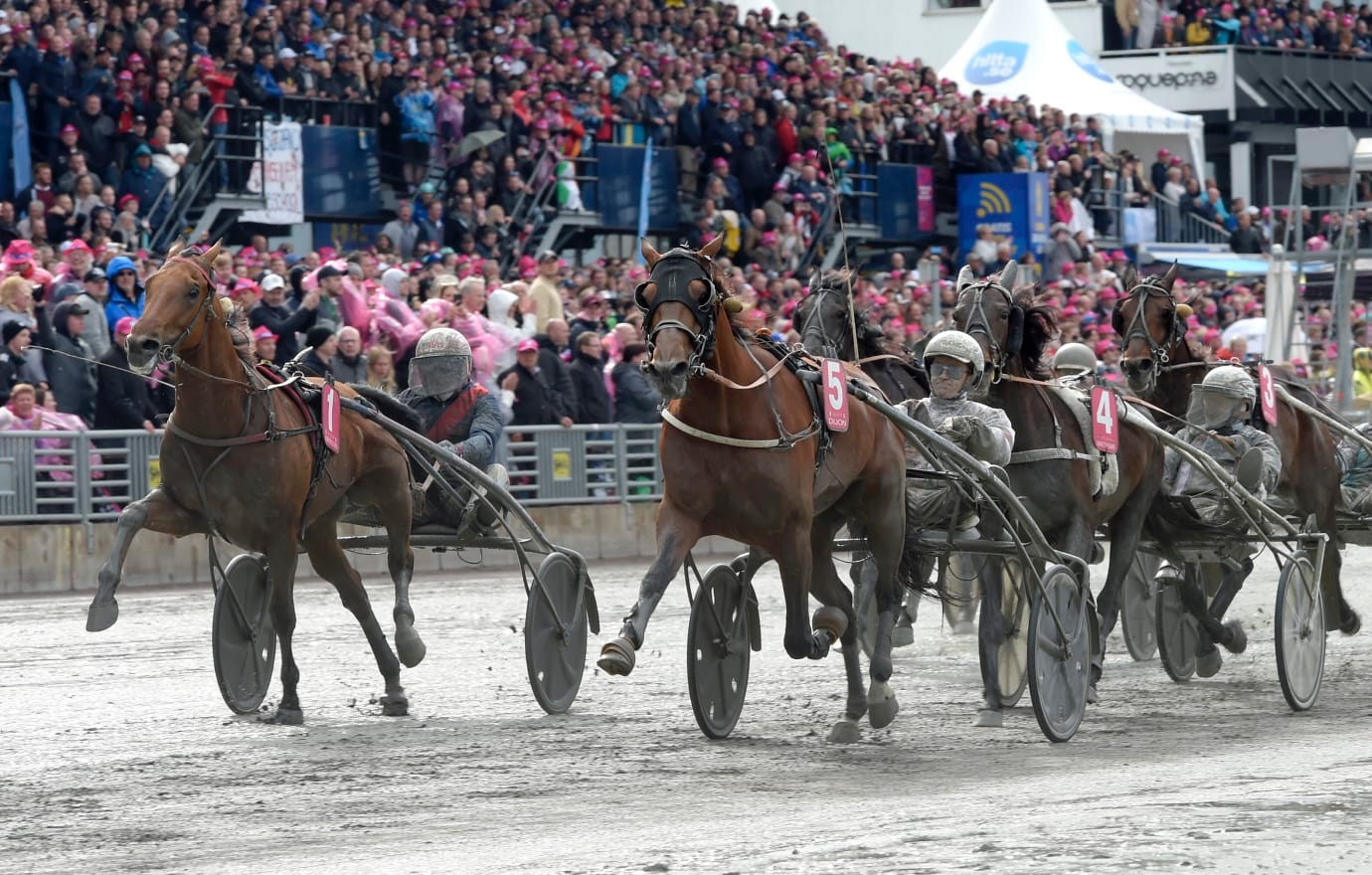
Victoire de Dijon devant Aubrion du Gers dans la finale de l'Elitloppet.

- Victoire de Dijon devant Aubrion du Gers dans la finale de l'Elitloppet.19 mai : Surprise à Modène : Face Time Bourbon, qui conformément aux souhaits de ses propriétaires italiens a privilégié le Gran Premio d'Europa au Critérium des 4 ans, est battu à la régulière par Zacon Gio, n°1 des 4 ans italiens. À Vincennes, Falcao de Laurma profite de son absence pour empocher le Critérium.
- 26 mai : Affrontement attendu dans l'Elitloppet entre Propulsion, le hongre français Aubrion du Gers et Readly Express, qui doit faire ce jour-là ses adieux à la compétition. Mais rien ne se passe comme prévu. Sur une piste collante, Readly Express et Aubrion du Gers remportent chacun leur batterie qualificative, Propulsion se classant deuxième du Français. Mais quelques minutes avant la finale, coup de théâtre : à l'échauffement Readly Express se montre raide, fautif, presque boiteux et finalement déclare forfait au dernier moment, achevant sa carrière sur une désillusion. Aubrion du Gers et Propulsion semblent avoir la voie libre pour se disputer la victoire, mais c'est finalement un troisième larron qui tire les marrons du feu : le Français Dijon, qui s'impose devant Aubrion du Gers tandis que Propulsion échoue au pied du podium.

### Juin
- 1er : Victoire d'Anthony Van Dyck dans le Derby d'Epsom.
- 2 juin : Petit outsider, Sottsass devance Persian King dans le Prix du Jockey-Club et s'approprie le record de l'épreuve en 2'02"90.
- 8 juin : la Triple couronne américaine millésime 2019 ne restera pas dans les annales : Maximum Security et Country House sont toujours portés disparus, et War of Will, vainqueur des Preakness Stakes, termine avant dernier des Belmont Stakes, troisième et dernière manche. C'est Sir Winston qui s'impose.
- 15 juin : Propulsion inscrit son nom pour la quatrième fois au palmarès du Norrbottens Stora Pris, un record.
- 16 juin : Maximum Security, héros malheureux du Derby, et qui avait volontairement fait l'impasse sur les deuxièmes et troisièmes manches de la Triple Couronne, revient en piste dans un groupe 3 à Monmouth Park. Il est battu.
- 20 juin : Stradivarius confirme étend son empire sur les longues distances avec une deuxième Ascot Gold Cup.
- 22 juin : Au meeting royal d'Ascot, le sprinter Blue Point réussit l'exploit de remporter les Diamond Jubilee Stakes quatre jours seulement après avoir enlevé les King's Stand Stakes. C'est le premier doublé de ce genre depuis celui réussi par l'Australien Choisir en 2003.
- 23 juin : Après un meeting d'hiver laborieux, Bold Eagle renaît de ses cendres et réussit un inédit quadruplé dans le Prix René Ballière. Ce succès restera comme son dernier en France.
- 29 juin : Le leader de Coolmore, Sovereign, laisse le Derby-winner Anthony Van Dyck à 6 longueurs dans l'Irish Derby. Ça fait désordre.

### Juillet
- 6 juillet : Après huit mois d'absence, Enable effectue une rentrée victorieuse dans les Eclipse Stakes, devant l'excellente Magical.
- 16 juillet : Le champion Aubrion du Gers meurt dans un accident à l'entraînement[5].
- 20 juillet : Maximum Security se rattrape de sa bévue de juin et prouve qu'il est sans doute le meilleur poulain de sa génération en remportant les Haskell Invitational Stakes.
- 27 juillet : La reine Enable remporte pour la deuxième fois les King George VI and Queen Elizabeth Stakes devant Crystal Ocean et Waldgeist. C'est seulement le troisième doublé dans cette course, après Dahlia (1973, 1974) et Swain (1997, 1998).
- 28 juillet : L'inusable Laurens cueille son sixième groupe 1 dans le Prix Rothschild.

### Août
- 10 août : Doublé de Propulsion dans l'Åby Stora Pris.
- 22 août : Enable s'offre les Yorkshire Oaks, son dixième groupe 1, en guise d'ultime préparatoire au Prix de l'Arc de Triomphe. Et d'adieux à l'Angleterre, puisque la championne est censée se retirer après sa tentative de triplé dans l'Arc, qu'elle soit réussie ou avortée.
- 24 août : L'Italien Vivid Wise As abaisse le record de France de trot en gagnant le Grand Prix du Département des Alpes-Maritimes en 1'08"6.

### Septembre
- 7 septembre : Propulsion s'adjuge une seconde fois la finale de l'UET Trotting Masters, son quatrième groupe 1 de l'année. Bold Eagle termine troisième.
- 14 septembre : Magical remporte sa troisième course de Groupe I dans les Irish Champion Stakes à Leopardstown.
- 15 septembre : Sottsass confirme qu'il n'a pas remporté le Jockey-Club par hasard : il s'impose dans le Prix Niel et affiche ses prétentions pour l'Arc.
- 15 septembre : Un poulain attire tous les regards au départ des Vincent O'Brien National Stakes : il s'appelle Pinatubo et passe pour un phénomène. Ce jour-là, il écrabouille l'opposition, par 9 longueurs. Sur la foi de cette envolée, Timeform lui attribue un rating exceptionnel de 134, le troisième plus haut rating de l'ère moderne[6]. Derrière les 138 de Celtic Swing en 1994 et les 135 d'Arazi en 1991, mais devant les 128 de Frankel. Pinatubo est-il le nouveau Frankel, le nouveau Arazi ? Les comparaison vont bon train[7].
- 28 septembre : Le Français Earthlight empoche les Middle Park Stakes à Newmarket après son succès dans le Prix Morny.

### Octobre

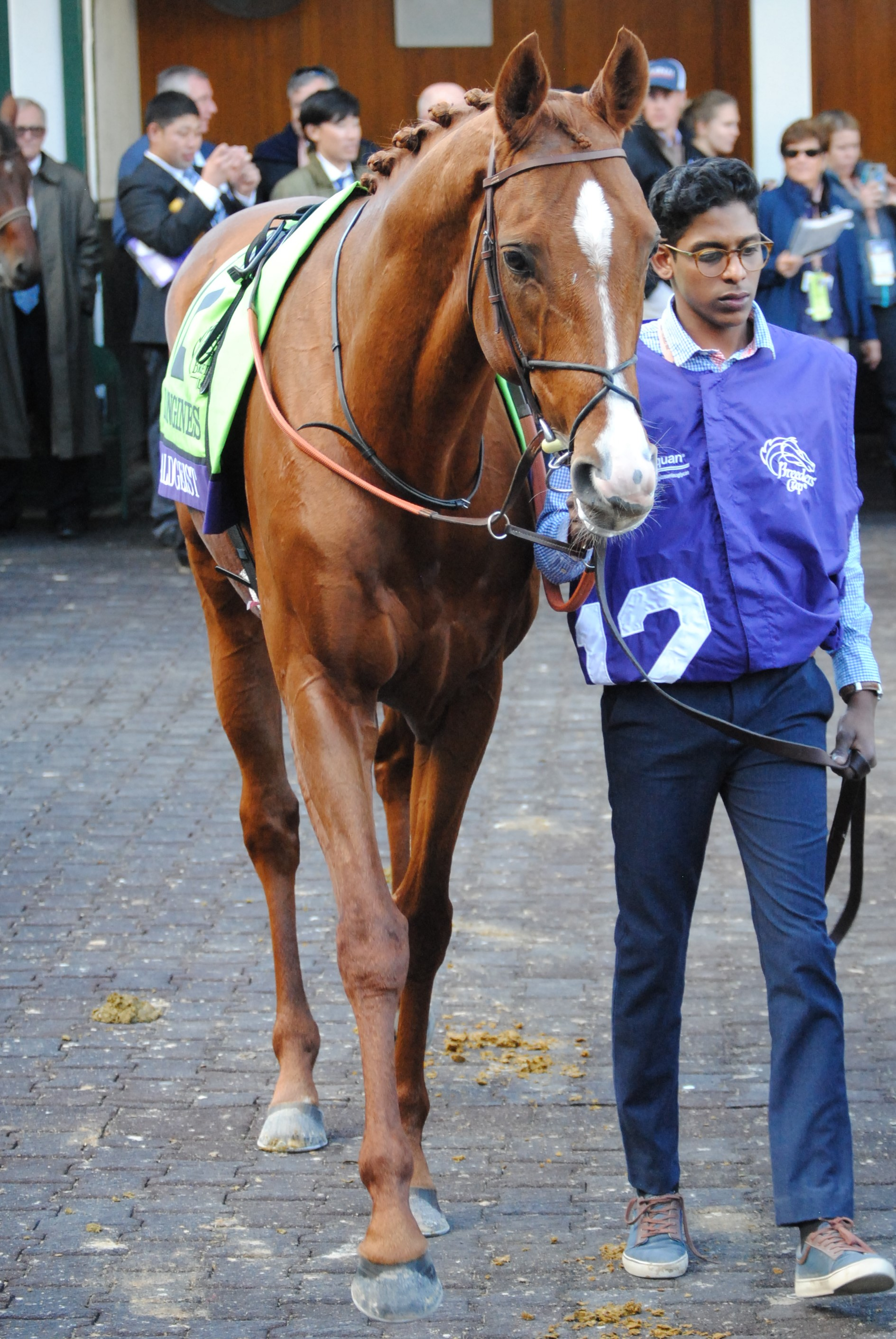
Waldgeist, lauréat du Prix de l'Arc de Triomphe 2019.

- 6 octobre : Quatre ans après Trêve, Enable devient le deuxième double vainqueur du Prix de l'Arc de Triomphe à tenter le triplé. Mais la piste est lourde et la championne ne peut rien contre le Français Waldgeist, qu'elle avait pourtant déjà battu trois fois, mais qui se montre plus à l'aise qu'elle sur cette piste. Waldgeist offre un premier Prix de l'Arc de Triomphe à son jockey Pierre-Charles Boudot.
- 12 octobre : Pour sa première sortie à l'étranger, Zacon Gio s'en va quérir l'International Trot à New York.
- 12 octobre : Le même jour, Face Time Bourbon se promène dans le Grand Prix de l'UET.
- 12 octobre : La fièvre monte autour de Pinatubo. Dans les Dewhurst Stakes, il confirme qu'il est hors normes.
- 15 octobre : Belle surprise : Juddmonte Farms annonce qu'Enable restera à l'entraînement en 2020 pour retenter sa chance dans l'Arc.
- 19 octobre : Magical réussit le doublé Irish Champion Stakes / Champion Stakes.
- 26 octobre : Déplacement fructueux pour la Japonaise Lys Gracieux, qui succède à Winx dans le Cox Plate et devient le premier cheval japonais à s'imposer dans la grande épreuve australienne.
- 26 octobre : Bold Eagle n'est pas fini. Le fils de Ready Cash traverse l'Atlantique pour défier les meilleurs Américains dans la Breeders' Crown. Il y fait une promenade de santé. Mais ce sera aussi, pour lui, le dernier succès de prestige de sa carrière.
- 28 octobre : Almond Eye pulvérise ses adversaires dans le Tenno Sho (Automne).

### Novembre
- 3 novembre : À la Breeders' Cup, l'Irlandaise Iridessa conclut sa très belle saison en gagnant le Filly & Mare Turf, tandis que l'ex-Française Uni remporte le Mile. Futur cheval de l'année, Bricks and Mortar domine les Européens dans le Turf et le 4 ans Vino Rosso s'octroie le Classic.
- 12 novembre : Les Cartier Racing Awards honorent Enable d'un second titre de Cheval de l'année en Europe. Le jockey irlandais Pat Smullen est récompensé d'un Daily Telegraph Award of Merit pour son action dans la lutte contre le cancer du pancréas, dont il est lui-même atteint[8].
- 15 novembre : Un juge fédéral met fin à la saga judiciaire entourant la disqualification de Maximum Security à l'arrivée du Kentucky Derby, six mois plus tôt. La décision des commissaires est définitivement entérinée[9].

### Décembre
- 8 décembre : Beauty Generation, prince de Hong Kong, échoue à faire le triplé le Hong Kong Mile, s'inclinant face au Japonais Admire Mars.
- 21 décembre : Almond Eye sombre dans l'Arima Kinen, dont elle était la grande favorite, laissant la voie libre à Lys Gracieux.
- 23 décembre : Face Time Bourbon remplit son contrat dans le Critérium Continental et valide sa candidature au Prix d'Amérique.
- La FIAH livre son habituel classement des ratings. Crystal Ocean, Enable et Waldgeist se partagent la première place, avec 128. Chez les 2 ans, Pinatubo obtient 128, soit le deuxième plus haut rating de l'ère moderne pour un 2 ans. Tous les yeux seront rivés vers lui en 2020.

### Janvier 2020
- 8 janvier 2020 : La Japonaise Lys Gracieux est élue Cheval de l'année au Japon, après notamment ses victoires dans le Takarazuka Kinen, l'Arima Kinen et le Cox Plate en Australie[10].
- 23 janvier 2020 : Maximum Security obtient une petite consolation après ses déboires dans le Kentucky Derby : il reçoit l'Eclipse Awards du meilleur 3 ans de l'année 2019. Une fois n'est pas coutume, c'est un champion sur le gazon, Bricks and Mortar, invaincu en six courses cette année dont cinq groupe 1, qui est élu Cheval de l'année.

## Disparitions
- 4 avril : Vodka, membre Hall of Fame des courses japonaises, à 14 ans.
- 16 juillet : Aubrion du Gers, trotteur français
- 30 juillet : Deep Impact, lauréat de la triple couronne japonaise, membre du Hall of Fame des courses japonaises, et étalon chef de race.
- 19 août : King Kamehameha, autre grand nom de l'élevage japonais, champion à la carrière brisée par une blessure puis grand étalon.
- 23 août : Roaring Lion, cheval de l'année en Europe en 2018, mort d'une crise de coliques lors de sa première année de monte.